# Wełyki Budyszcza (rejon połtawski)
Wełyki Budyszcza (ukr. Великі Будища) – wieś na Ukrainie, w obwodzie połtawskim, w rejonie połtawskim, w hromadzie Dykańka. W 2001 liczyła 1124 mieszkańców, spośród których 1055 wskazało jako ojczysty język ukraiński, 65 rosyjski, 3 ormiański, a 1 inny.